# Caniche (película)
Caniche es una película dramática española de 1979 dirigida por Bigas Luna.

## Sinopsis
Bernardo (Ángel Jové) y Eloísa (Consuelo Tura) son dos hermanos que viven en una casa grande, aunque no sin estrecheces. Es lo único que les queda de la herencia familiar, pero se esfuerzan por aparentar una posición que ya no tienen. Viven con Dany (Linda Pérez Gallardo), un perro caniche (french poodle) que da título a la película.

## Premios
La película se presentó al Fantasporto de 1983 y consiguió el Premio de la crítica y el Premio al  mejor director.
La película obtuvo en 1981 el premio L'Âge d'Or que otorga la Real Cinemateca de Bélgica.

## Reparto
| Intérprete            | Personaje       |
| --------------------- | --------------- |
| Àngel Jové            | Bernardo        |
| Consol Tura           | Eloísa          |
| Linda Pérez Gallardo  | Dany            |
| Cruz Tobar            | Alberto         |
| Sara Grey             | Tía Lina        |
| Marta Molins          | Carmen          |
| Carlos Martos         | Ejecutivo 1º    |
| Miguel Avilés         | Ejecutivo 2º    |
| Werner Delil          | Domesticador    |
| Marcel Ibero          | Dentista        |
| Buenaventura Martínez | Sacerdote       |
| Manuel Cazorla        | Monaguillo      |
| Isabel Heredia        | Enfermera       |
| Asunción Ruiz         | Peatón          |
| Natalia Soler-Nou     | Peatón          |
| Francisco Rodríguez   | Empleado tienda |